# Temesa
Temesa o Tempsa (en griego, Τεμέσεια) es el nombre de una antigua ciudad de Brucio, en la Magna Grecia.
Suele identificarse con la Témesa mencionada por Homero en la Odisea donde se cita como un lugar asociado con la producción de bronce, pero otros son de la opinión que en realidad se refiere a Tamasos, que estaba en Chipre.
Pausanias y Estrabón recogen la leyenda de que Odiseo estuvo en Témesa cuando sus naves fueron empujadas hacia Sicilia e Italia después de la toma de Troya. Uno de los marineros, llamado Polites o Licas, en estado de embriaguez, forzó a una doncella y por ello los habitantes de Temesa lo lapidaron. El espíritu del lapidado no dejaba de matar a la gente de Temesa y los habitantes se disponían a abandonar Temesa e Italia pero finalmente obedecieron a la Pitia, que les dijo que para aplacar al héroe deberían construirle un templo y sacrificar cada año la doncella más hermosa, por lo que el espíritu dejó de castigarles. Estos sacrificios duraron hasta que, cuando la ciudad había sido tomada por Locros Epicefirios, Eutimo llegó al templo y se enamoró de la doncella que iban a sacrificar. Se armó, bajó a los infiernos y venció al espíritu, al que expulsó del país.
Según Estrabón, primero se llamó Temesa y luego Tempsa, y había sido fundada por los ausonios, pero luego fue colonizada por los etolios, dirigidos por Toante. Fue famosa por sus minas de cobre, que en tiempos de Estrabón estaban ya agotadas. El geógrafo la sitúa entre Laos y Terina.
Se desconoce su localización exacta, aunque se han sugerido diversos emplazamientos donde pudo estar situada: Casalina di San Sosti, Fiumefreddo Bruzio, Campora San Giovanni o Piano della Tirena.